# 2018년 아프리카 여자 네이션스컵 선수 명단
이 문서에서는 2018년 아프리카 여자 네이션스컵의 선수 명단을 정리한다.

## A조

### 알제리
틀:2018년 아프리카 여자 네이션스컵 알제리 선수 명단

## B조

### 적도 기니
틀:2018년 아프리카 여자 네이션스컵 적도 기니 선수 명단

### 잠비아
틀:2018년 아프리카 여자 네이션스컵 잠비아 선수 명단